# Бледи месец
Бледи месец је српски филм из 2008. године. Режирао га је Љубиша Самарџић, а сценарио је писао Ђорђе Милосављевић.
Овај филм је последњи део трилогије која укључује филмове Јесен стиже, дуњо моја и Коњи врани.

## Радња
Сава се враћа кући својој жени Аници. Са собом доводи Дуњу, ћерку рођену у "забрањеној љубави". Аница зна да је Сава воли и пристаје да буде маћеха Дуњи. Потребан јој је муж: не само због љубави, већ и као заштита на имању које покушава самостално да води.

## Улоге
| Глумац              | Улога                 |
| ------------------- | --------------------- |
| Милан Васић         | Сава Лађарски         |
| Калина Ковачевић    | Аница Гранфилд        |
| Синиша Убовић       | Чаба                  |
| Марта Узелац        | Дуња Лађарски         |
| Љубиша Самарџић     | Живота Станимировић   |
| Рената Улмански     | Александрина Главацки |
| Борис Миливојевић   | Цицмил                |
| Новак Билбија       | Пуковник              |
| Даница Максимовић   | Мадам Бела            |
| Ива Штрљић          | Маргита               |
| Сања Ристић Крајнов | Даша                  |
| Ивана Ђокић         | Еугенија              |
| Југослав Крајнов    | млади адвокат         |
| Драгомир Пешић      | старији адвокат       |
| Владан Живковић     | Средоје               |
| Радослав Миленковић | пекар                 |